# Hươu cao cổ Mặt Lưới
Hươu cao cổ Mặt Lưới (Giraffa camelopardalis reticulata) còn được gọi với tên khác là hươu cao cổ Somali, là một phân loài của hươu cao cổ có nguồn gốc từ vùng Sừng châu Phi. Loài này sống ở Somalia, miền nam Ethiopia và miền bắc Kenya. Có khoảng 8.500 cá thể sống trong tự nhiên. Hươu cao cổ Mặt Lưới đã được nhà động vật học người Anh có tên là William Edward de Winton mô tả và đặt tên cho chúng vào năm 1899, tuy nhiên IUCN hiện chỉ công nhận một loài hươu cao cổ với chín phân loài.
Hươu cao cổ lưới có thể lai với các loài hươu cao cổ khác trong điều kiện nuôi nhốt hoặc nếu chúng tiếp xúc với quần thể của các loài khác trong tự nhiên.
Cùng với hươu cao cổ Rothschild, cho đến nay, hươu cao cổ thường thấy nhất trong các vườn thú. Bộ lông của nó bao gồm các đốm lớn, đa giác, màu gan được vạch ra bởi một mạng lưới các đường màu trắng sáng. Các khối đôi khi có thể có màu đỏ đậm và cũng có thể bao phủ cả chân. Hươu cao cổ là loài động vật có vú cao nhất trên thế giới.

## Phân Loại
IUCN hiện chỉ công nhận một loài hươu cao cổ với chín phân loài, một trong số đó là hươu cao cổ có lưới. Tất cả các loài hươu cao cổ còn sống ban đầu được Carl Linnaeus phân loại thành một loài vào năm 1758. Các loài phụ này đã được nhà động vật học người Anh William Edward de Winton mô tả và đặt tên nhị thức là Giraffa reticulata vào năm 1899.

## Phân Bố Và Sinh Cảnh
Những con hươu cao cổ có lưới trong lịch sử xảy ra rộng rãi khắp Đông Bắc Phi. Môi trường sống ưa thích của chúng là savan, rừng cây, vùng ngập lũ theo mùa và rừng nhiệt đới.

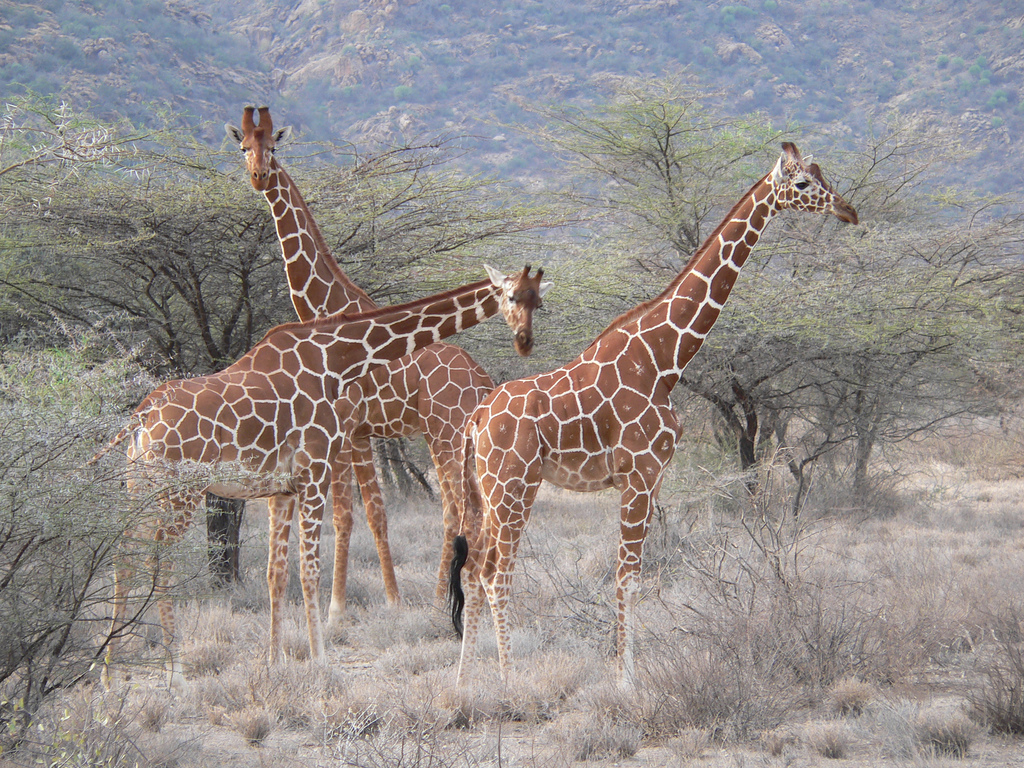
Hươu cao cổ Mặt Lưới ở Samburu National Reserve, Kenya

## Sự Bảo Tồn
Để cứu khoảng 9.000 con hươu cao cổ còn lại, một số tổ chức bảo tồn đã được thành lập. Một trong những tổ chức này là sáng kiến "Twiga Walinzi" (nghĩa là Vệ binh Hươu cao cổ) của San Diego Zoo Global. Công việc của họ bao gồm việc thuê và đào tạo người Kenya địa phương giám sát 120 camera đường mòn ở Bắc Kenya (Bảo tồn Loisaba và Bảo tồn động vật hoang dã Namunyak) để ghi lại cảnh hươu cao cổ hoang dã và các động vật hoang dã khác của Kenya; phát triển cơ sở dữ liệu ID ảnh để có thể theo dõi các cá thể hươu cao, thông báo cho lực lượng kiểm lâm về các hành động săn trộm và gỡ bẫy, chăm sóc các hươu cao cổ mồ côi vì bị bỏ rơi và giáo dục cho cộng đồng về việc bảo tồn hươu cao cổ.

## Trong Các Vườn Thú
Cùng với hươu cao cổ Rothschild, hươu cao cổ Mặt Lưới là loài hươu cao cổ phổ biến nhất được tìm thấy trong các vườn thú. Vườn thú Cheyenne Mountain ở Colorado Springs, Colorado được cho là nơi có đàn hươu cao cổ Mặt Lưới lớn nhất ở Bắc Mỹ. Hươu cao cổ Mặt Lưới và hươu cao cổ Rothschild đã từng được lai tạo với nhau trong quá khứ. Điều này được thực hiện bởi vì người ta cho rằng các phân loài hươu cao cổ đã lai tạp trong tự nhiên. Tuy nhiên, nghiên cứu mới được thực hiện vào năm 2016 đã phát hiện ra rằng các quần thể hươu cao cổ riêng biệt không giao phối với nhau.
Rất ít vườn thú có đàn hươu cao cổ Rothschild riêng biệt hoặc đàn hươu cao cổ Mặt Lưới. Công viên San Diego Zoo Safari Park, vườn thú Bronx Zoo và vườn thú Chester Zoo chỉ có những đàn hươu cao cổ Rothschild. Vườn thú Cheyenne Mountain, Busch Gardens Tampa, The Maryland Zoo, Omaha's Henry Doorly Zoo, và Binder Park Zoo đều có đàn hươu cao cổ được kiểm soát chặt chẽ. Tuy nhiên, một số vườn thú vẫn nuôi hươu cao cổ Rothschild và hươu cao cổ Mặt Lưới. Tại vườn thú Utah's Hogle, đàn hươu cao cổ của họ bao gồm Riley đực, hươu cao cổ Mặt Lưới, và những con cái là Kipenzi, Pogo, hươu cao cổ Rothschild. Đầu năm 2016, Willow được sinh ra với Riley và Pogo. Theo nghiên cứu mới được phát hiện vào năm 2016, Willow sẽ là một con lai. Xu hướng chỉ trưng bày hươu cao cổ Mặt Lưới hoặc chỉ Rothschild đang trở nên phổ biến hơn.

## Liên Kết Bên Ngoài
- Cheyenne Mountain Zoo Giraffe Cam
- Saint Louis Zoo, Reticulated Giraffe
- The BIG zoo
- Saint Louis Zoo Article